# 欧洲各共同体

1973年欧洲各共同体。

欧洲各共同体（英語：European Communities, EC）是一個已不再被歐盟官方使用的制度名稱（使用期間1967-2009年）。
二戰後的歐洲先後成立了三個獨立運作的共同體：欧洲经济共同体、欧洲煤钢共同体和欧洲原子能共同体，各自有行政組織。自从《合并条约》（1965年签署、1967年生效）以来，“欧洲各共同体”共同拥有相同的机构，包括“欧洲各共同体委员会”（欧盟委员会前身）和“欧洲各共同体（部长）理事会”（欧盟部长理事会前身）。這使得同一個機構擁有三個不同的稱呼。
1993年11月1日生效的《馬斯垂特條約》（又稱：歐盟條約）將“欧洲各共同体”作為“欧盟三支柱的第一支柱”。
欧洲煤钢共同体条约（巴黎條約）于2002年到期，此前“欧洲各共同体”也可以被称为欧洲三共同体。
2009年12月1日生效的《里斯本條約》廢止了欧洲共同体（原欧洲经济共同体），其地位和任務由歐盟承接。只剩下一個“欧洲原子能共同体”仍運作著。至此，“欧洲各共同体”的名稱由於不再適於形容歐盟的運作方式，因此不再被官方使用。

## 歐洲各共同體演變圖
| 圖例： 事實上繼承 框架： 事實上的內部框架 外部框架 | 圖例： 事實上繼承 框架： 事實上的內部框架 外部框架 | 圖例： 事實上繼承 框架： 事實上的內部框架 外部框架 |                               |                          |                                |                                |                         |                                                |                                                |                                                |                                                |                                                | 歐洲聯盟（歐盟）                               | 歐洲聯盟（歐盟） | 歐洲聯盟（歐盟） | 歐洲聯盟（歐盟） |            |            |
| 圖例： 事實上繼承 框架： 事實上的內部框架 外部框架 | 圖例： 事實上繼承 框架： 事實上的內部框架 外部框架 | 圖例： 事實上繼承 框架： 事實上的內部框架 外部框架 | 歐洲各共同體                  | 歐洲各共同體             | 歐洲各共同體                   | 歐洲各共同體                   | 歐洲各共同體            | （歐盟三支柱）                                 | （歐盟三支柱）                                 | （歐盟三支柱）                                 |                                                |                                                |                                                |                  |                  |                  |            |            |
| 圖例： 事實上繼承 框架： 事實上的內部框架 外部框架 | 圖例： 事實上繼承 框架： 事實上的內部框架 外部框架 | 圖例： 事實上繼承 框架： 事實上的內部框架 外部框架 |                               |                          | 歐洲原子能共同體               | 歐洲原子能共同體               | 歐洲原子能共同體        | 歐洲原子能共同體                               | 歐洲原子能共同體                               |                                                |                                                |                                                | 現今                                           |                  |                  |                  |            |            |
| 圖例： 事實上繼承 框架： 事實上的內部框架 外部框架 | 圖例： 事實上繼承 框架： 事實上的內部框架 外部框架 | 圖例： 事實上繼承 框架： 事實上的內部框架 外部框架 |                               | 歐洲煤鋼共同體           |                                |                                |                         |                                                |                                                |                                                |                                                |                                                |                                                |                  |                  |                  |            |            |
| 圖例： 事實上繼承 框架： 事實上的內部框架 外部框架 | 圖例： 事實上繼承 框架： 事實上的內部框架 外部框架 | 圖例： 事實上繼承 框架： 事實上的內部框架 外部框架 |                               | 歐洲經濟共同體           |                                |                                |                         |                                                |                                                |                                                |                                                |                                                |                                                |                  |                  |                  |            |            |
| 圖例： 事實上繼承 框架： 事實上的內部框架 外部框架 | 圖例： 事實上繼承 框架： 事實上的內部框架 外部框架 | 圖例： 事實上繼承 框架： 事實上的內部框架 外部框架 |                               |                          |                                |                                |                         |                                                | 申根區                                         | 申根區                                         | 歐洲共同體                                     | 歐洲共同體                                     |                                                |                  |                  |                  |            |            |
| 圖例： 事實上繼承 框架： 事實上的內部框架 外部框架 | 圖例： 事實上繼承 框架： 事實上的內部框架 外部框架 | 圖例： 事實上繼承 框架： 事實上的內部框架 外部框架 | TREVI                         | TREVI                    | TREVI                          | 司法與內政合作                 |                         |                                                |                                                |                                                |                                                |                                                |                                                |                  |                  |                  |            |            |
| 圖例： 事實上繼承 框架： 事實上的內部框架 外部框架 | 圖例： 事實上繼承 框架： 事實上的內部框架 外部框架 | 圖例： 事實上繼承 框架： 事實上的內部框架 外部框架 | TREVI                         | TREVI                    | TREVI                          | 司法與內政合作                 |                         | / 北大西洋公約組織                             | / 北大西洋公約組織                             | 現今                                           | 刑事領域警務與司法合作                         | 刑事領域警務與司法合作                         |                                                |                  |                  |                  |            |            |
| 英法協約                                           | 英法協約                                           | [西方聯盟到北約]                                   | [西方聯盟到北約]              | 歐洲政治合作             | 歐洲政治合作                   | 歐洲政治合作                   | 歐洲政治合作            | / 北大西洋公約組織                             | / 北大西洋公約組織                             | 現今                                           |                                                | 共同外交與安全政策                             | 共同外交與安全政策                             |                  |                  |                  |            |            |
| 英法協約                                           | 英法協約                                           | 西方聯盟                                           | 西方聯盟                      | 西方聯盟                 | / 西歐聯盟                     | / 西歐聯盟                     | / 西歐聯盟              | [1984年羅馬宣言重新激活了西歐聯盟並轉交至歐盟] | [1984年羅馬宣言重新激活了西歐聯盟並轉交至歐盟] | [1984年羅馬宣言重新激活了西歐聯盟並轉交至歐盟] | [1984年羅馬宣言重新激活了西歐聯盟並轉交至歐盟] | [1984年羅馬宣言重新激活了西歐聯盟並轉交至歐盟] | [1984年羅馬宣言重新激活了西歐聯盟並轉交至歐盟] |                  |                  |                  |            |            |
| 英法協約                                           | 英法協約                                           | 西方聯盟                                           | 西方聯盟                      | 西方聯盟                 | / 西歐聯盟                     | / 西歐聯盟                     | / 西歐聯盟              |                                                |                                                |                                                |                                                |                                                |                                                |                  |                  |                  |            |            |
| 英法協約                                           | 英法協約                                           | 西方聯盟                                           | 西方聯盟                      | 西方聯盟                 | [社會、文化移交歐洲理事會負責] | [社會、文化移交歐洲理事會負責] | 現今                    |                                                |                                                |                                                |                                                |                                                |                                                |                  |                  | 论 编            | 论 编      |            |
|                                                    |                                                    |                                                    | 歐洲理事會                    |                          |                                |                                | 現今                    |                                                |                                                |                                                |                                                |                                                |                                                |                  |                  | 论 编            | 论 编      |            |
| 英法協約                                           | 敦克爾克條約                                       | 布魯塞爾條約                                       | 歐洲委員會法規 與北大西洋公約 | 巴黎條約與歐洲防務共同體 | 倫敦–巴黎會議                  | 羅馬條約                       | 西歐聯盟-歐洲理事會協議 | 合併條約                                       | 達維尼翁報告                                   | 歐盟高峰會成立                                 | 單一歐洲法案                                   | 申根公約                                       | 馬斯垂克條約                                   | 阿姆斯特丹條約   | 尼斯條約         | 里斯本条约       | 里斯本条约 | 里斯本条约 |

## 中文歧義
在中文资料中，“欧洲各共同体”经常與“欧洲共同体”（简称“欧共体”）混淆。英語、法語、德語等歐洲語言中，“欧洲各共同体”是“欧洲共同体”的复数形式，而中文没有复数。另外，在歐盟一些國家的語言中“欧洲各共同体”和“欧洲共同体”的简称相同（英語：EC），有些則能靠詞尾變化作出區分。